# 弗里蒙特鎮區 (密西根州薩尼拉克縣)
弗里蒙特鎮區（英語：Fremont Township）是位於美國密歇根州薩尼拉克縣的一個行政鎮區。

## 地方資料
弗里蒙特鎮區的面積為90.70平方千米，當中陸地面積為90.60平方千米，而水域面積為0.10平方千米。根據2020年美國人口普查的數據，當地共有人口958人，而人口密度為每平方千米10.56人。